# Liopropoma aberrans
Liopropoma aberrans är en fiskart som först beskrevs av Poey, 1860.  Liopropoma aberrans ingår i släktet Liopropoma och familjen havsabborrfiskar. IUCN kategoriserar arten globalt som livskraftig. Inga underarter finns listade i Catalogue of Life.